# 2023年苏丹内战撤侨行动
在2023年苏丹冲突期间，暴力事件的爆发导致外国政府对苏丹局势进行监控，并着手疏散和撤離其国民。在苏丹的外侨中，有1万多名埃及公民、及1.6万多名美国公民——其中大多数拥有双重国籍。
由于首都喀土穆内部的战斗，特别是机场内和周围的战斗，撤离行动受到了阻碍。这迫使撤离工作通过红海上的苏丹港进行，苏丹港位于喀土穆东北方向约650公里（400英里）。 他们从那里搭機或乘船直接回到本国或第三国。其他疏散是通过其他陆路口岸或直接从外交使团和其他指定地点进行空运，一些母国的军队直接参与其中。撤离过程中使用的一些主要中转中心包括沙特阿拉伯的吉达港和吉布提，其中吉布提有美国、中国、日本、法国和其他欧洲国家的军事基地。 

## 过程

### 4月19日
日本政府宣布准备从苏丹疏散其约60名公民，成为第一个決定撤僑的国家。 三架日本自卫队的飞机被派往吉布提待命。 
德国则试图从苏丹疏散大约150名公民。《明镜周刊》报道说，德国联邦国防軍空軍派出了三架A400M运输机，在希腊稍作停留，随后预计飞往喀土穆。然而，由于再次发生冲突和空袭，联邦国防军中止了该计划。这一消息后来得到了德国政府的证实。 4月21日，联邦国防部表示再次准备从苏丹营救本国公民。 

### 4月22日
苏丹武装部队同意确保英国、美国、法国和中国的外交官和公民通过飞机从苏丹撤离。 沙特外交官通过陆路撤离到苏丹港，然后乘飞机撤离。 在沙特武装部队的协助下，约150名外国人也开始从苏丹港乘船撤离，首批船只越过红海抵达沙特阿拉伯的吉达港。 

### 4月23日
在美国海军海豹突击队和陆军特种部队的协助下，美国大使馆的100名美国外交官和公民乘坐6架波音CH-47契努克直升机撤离， 无国界医生组织表示，他们已经就此次行动与美国军方进行了协调，同时将协助其他国民的撤离。 一辆离开大使馆的法国车队遭到枪击，迫使其返回。 当天晚些时候，法国外交部宣布，在“复杂”救援行动之后，法国已设法通过飞机从苏丹撤离了大约100名来自不同国籍的人。英国政府也在武装部队的帮助下撤离了外交人员及其家属。意大利、约旦和西班牙的飞机也将不同国籍的人员空运到吉布提或直接空运到各自的国家。
土耳其从南部城市瓦德迈达尼开始通过公路进行救援行动， 但在该地区附近发生爆炸后，从喀土穆的一个地点推迟了救援行动 ，而俄罗斯大使宣布喀土穆的大多数俄罗斯公民已在大使馆。 
德国联邦国防军证实，撤离行动中三架飞机中其中一架载有101人，已经离开苏丹。 这架飞机在4月24日前往柏林之前曾在约旦空军基地的德国疏散中心停留。 
瑞典议会批准了一项提议，允许政府派遣一支多达400人的部队撤离在苏丹的瑞典公民。
一支紧急领事援助小组从爱尔兰出发前往苏丹，执行从冲突中撤离 150 名爱尔兰人及其家人的任务。该小组由爱尔兰外交部的官员和国防军成员组成，其中包括陆军游骑兵联队的人员。  
在苏丹当局的协调下，436名埃及公民通过陆路撤离。 

### 4月24日
挪威武装部队向挪威《晚邮报》表示，他们支持并建议外交部撤离挪威公民，但不愿透露具体细节。 
南非国际关系部（DIRCO）表示，77名南非国民和外交官正设法离开苏丹。 DIRCO还表示，坦桑尼亚政府已要求他们帮助他们撤离本国国民。 
黎巴嫩外交部宣布，在沙特皇家海军的帮助下，黎巴嫩周一凌晨从苏丹港经海路撤离了52名黎巴嫩公民至沙特吉达。 
印度宣布对在苏丹的印度国民进行代号为“卡维里行动”的营救行动。外交部表示，印度空军的两架C-130J飞机在吉达待命，作为撤离准备工作的一部分，而印度海军的苏梅达号已经到达苏丹港。 
一架韩国军用 C-130 运输机将 28 名韩国人和部分日本国民从苏丹港撤离到吉达，大部分撤离人员从那里被转移到返回首尔的航班上。 
荷兰国防部宣布，两架荷兰皇家空军C-130H运输机分别从苏丹起飞，将荷兰国民送往约旦亚喀巴，外交部快速领事支援小组和一支医疗队正在那里等待。  
英国武装部队大臣詹姆斯·赫佩表示，一支军事侦察队抵达苏丹东部，评估撤离方案。 据发展部长安德鲁米切尔称，约有 4,000 名英国国民在苏丹。 
美国国务卿安东尼·布林肯宣布，美国正在考虑重新开放其在苏丹的外交存在（可能在苏丹港），并正在寻求为在该国的美国公民提供撤离选择。 国防部表示，特拉斯頓號驅逐艦部署在苏丹港附近，正在等待进一步的命令。预计这艘船将由遠征移動基地艦Puller（ESB-3）陪同。 
另有报道，中国驻苏丹大使馆正在统计当地中国公民需要撤离的意愿。

### 4月25日
印度海军舰艇特格抵达苏丹港，支援印度侨民的撤离。 
英国皇家空军的一架C-130J开展了从苏丹瓦迪塞德纳空军基地到英国皇家空军阿克罗蒂的英国国民的首次撤离飞行，并计划在夜间再进行两次。天空新闻报道称，据信有 1,400 名军人参与了这次行动。 

### 4月26日
中国国防部宣布派出军舰赴苏丹撤侨，在亚丁湾执行护航任务的南宁舰、微山湖舰被派往苏丹港，接运撤离的中国侨民，于27日抵达吉达港，共撤出678人，卸运人员后再次返回苏丹港继续接运下一批撤离人员。在当天的外交部例行记者会上，发言人毛宁表示在4月25日至27日通过海路转移近800人到周边国家，另外从陆路转移300多人前往周边国家。
德国国防部表示已经完成疏散行动，从苏丹空运了 700 多人，其中包括约 200 名德国公民。 
菲律宾驻埃及副领事博耶·卡帕蒂 与菲律宾驻埃及大使埃泽丁·塔戈乘坐的汽车在前往苏丹边境监督遣返工作的途中发生事故受伤。 由于在喀土穆没有菲律宾大使馆，开罗大使馆对苏丹的菲律宾人具有管辖权。
斯里兰卡外交部宣布，在沙特武装部队的帮助下，已从苏丹撤离了第一批斯里兰卡国民。 尼日利亚开始从苏丹撤离其国民，使用大约 40 辆公共汽车将 3,500 名撤离人员运送到埃及的阿斯旺。 

### 4月27日
加拿大的加拿大皇家空军C-130运输机首次从苏丹撤离国民，一共撤离180 名加拿大和外国公民。 乍得的两架包机空运撤离了 226 人，其中包括 39 名儿童。 中国政府撤离了约1300名公民，并派遣一艘军舰前往苏丹港。 
希腊于4月27日完成了其平民的疏散工作，一架C-130飞机从喀土穆飞往埃及，然后再飞往雅典。希腊空军撤离的希腊和外国公民总数达125人。
4月27日至28日晚，印度空军一架载有121名印度人的C-130J飞机从瓦迪塞德纳空军基地起飞。这次飞行很危险，因为该地区正在发生战斗（后来一架土耳其飞机在这里遭到炮火 ）。

### 4月28日
一架土耳其撤离飞机在瓦迪塞德纳空军基地遭到射击，其燃油系统受损需要维修。没有人员伤亡报告。苏丹军方将这次袭击归咎于RSF，但它予以否认。 
挪威武装部队表示，两架 C-130 运输机和一支外科手术队于 4 月 20 日被派往约旦。疏散了 75 名挪威公民和其他外国公民。  
之前26日撤离中国侨民的南宁舰、微山湖舰当天再次回到苏丹港继续执行撤运任务，于29日到达吉达港，共撤运493人，其中包括221应其他国家要求撤运的巴基斯坦、巴西等国人员。完成该次任务后，两军舰于5月2日回归原护航任务舰队。

### 4月29日
印空军第12批C-130J客机搭载135名滞留印籍人员从苏丹飞抵吉达。 印度外交部长穆拉利达兰宣布，大约 2400 名滞留的印度人在卡韦里行动下抵达吉达。 英国从瓦迪塞德纳空军基地进行了最后一次撤离飞行。 

### 4月30日

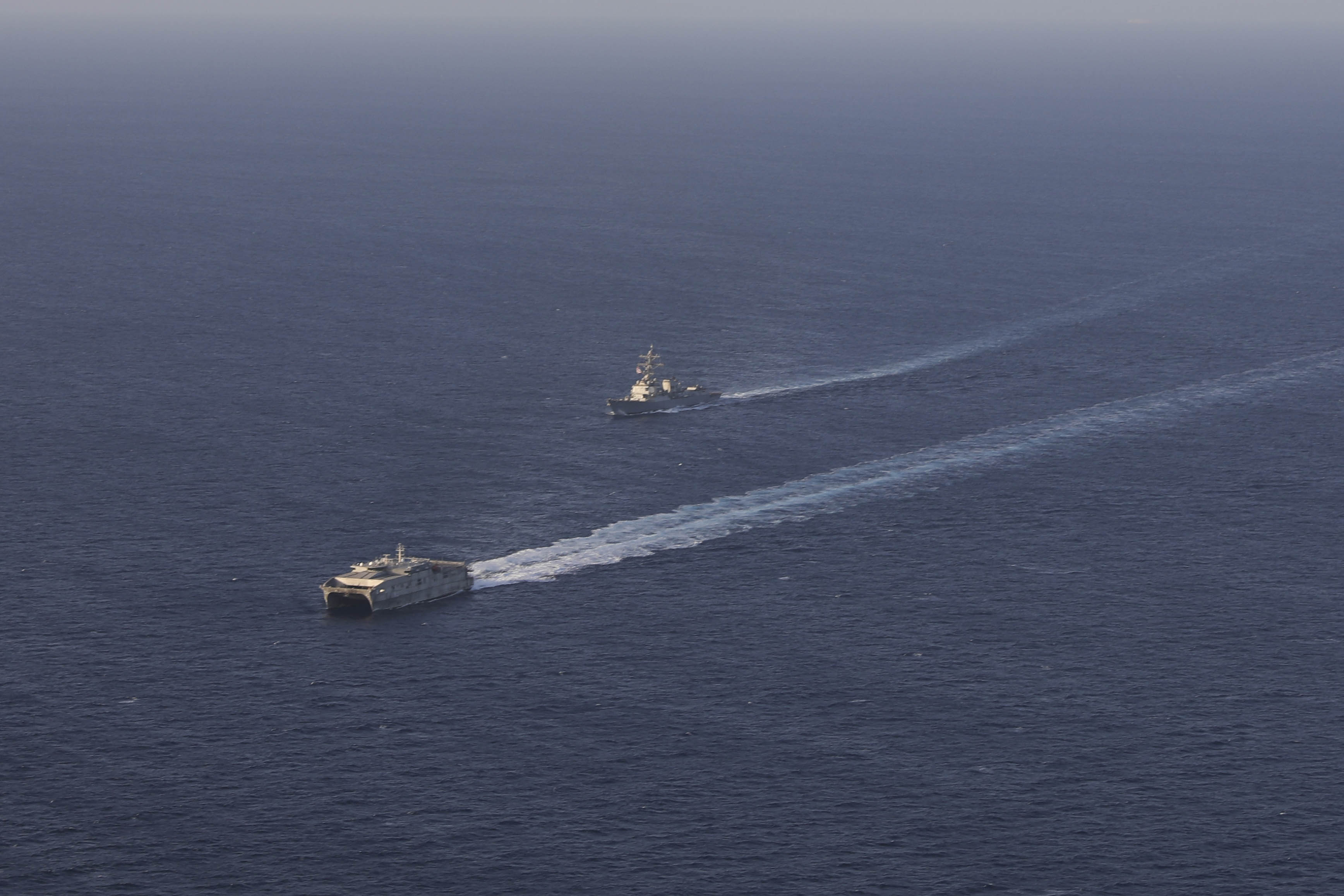
美國布朗斯維克號運輸船（左）與特拉斯頓號驅逐艦在紅海支援撤僑

美国政府在苏丹港部署了先鋒級遠征快速運輸船布朗斯維克號，撤离美国公民。 5月1日，英国完成从瓦迪塞德纳空军基地的最后一次疏散后不久又提供了从苏丹港起飞的额外航班，一共疏散了2,122人。 